# 北唐區
北唐區 （North Down Borough Council；愛爾蘭語：Comhairle Ceantair an Dúin），是北愛爾蘭東部的一個區，臨貝爾法斯特灣。面積僅81 km²，是北愛面積最小的區。2006年人口78,700人。區行政中心為班戈。